# Українське агентство з авторських та суміжних прав
Українське агентство з авторських та суміжних прав (УААСП) — українська державна організація колективного управління, що спеціалізується на зборі і виплаті авторської винагороди (роялті). Основною задачею організації є управління на колективній основі і захист майнових авторських прав вітчизняних і зарубіжних авторів на території України.

## Діяльність
УААСП здійснює управління майновими правами авторів, збираючи і нараховуючи роялті за публічне виконання музичних творів, драматичних постановок, за публікацію статей в наукових періодичних виданнях тощо.

## Історія
- 1926 — заснування Українського театрального товариства драматургів і композиторів (УТТДІК);
- 1928 — прийняття національного закону «Про авторське право», ключового в роботі УТТДІК;
- 1930 — УТТДІК реформується у «Всеукомдрам»[1];
- 1935 — реформування агентства в Управління із захисту авторських прав (УЗАП);
- 1941—1944 — установа не працює у зв'язку із Другою світовою війною;
- 1974 — заснування на базі УЗАП Українського республіканського відділення Всесоюзного агентства з авторських прав (УРВ ВААП);
- 1992 — реформування установи в Державне агентство України з авторських і суміжних прав (ДА УААСП) при Кабінеті міністрів України;
- 1996 — вступ ДА УААСП в Міжнародну конфедерацію авторів і композиторів (CISAC);
- 2005 — УААСП стає повноправним членом CISAC.
- 2018 — Припинення членства ДО УААСП з CISAC